# Grand Champion
Grand Champion ist ein US-amerikanischer Spielfilm aus dem Jahr 2002. Der Regisseur ist Barry Tubb, der ebenfalls das Drehbuch schrieb. Die Hauptrolle spielt Jacob Fisher, in den Nebenrollen sind unter anderem Emma Roberts, Julia Roberts und Bruce Willis zu sehen.

## Handlung
Grand Champion ist ein Familienfilm. Er erzählt die Geschichte des in Texas lebenden Jungen Buddy. Er züchtet das Kalb Hokey und versucht, nachdem er schon viele verschiedene Preise gewonnen hat, den begehrten Titel des Grand Champion zu gewinnen. Auf seinem Weg dorthin helfen ihm viele verschiedene Menschen.

## Produktion und Veröffentlichung
Der Film wurde von der Innovation Film Group produziert, Regie führte Barry Tubb und Kameramann war Daniel Moder.
Die Uraufführung fand am 27. August 2004 statt, in den Kinos wurde der Film ab dem 15. Oktober 2004 gezeigt. In Deutschland wurde der Film 2007 auch unter dem Namen Buddy’s World auf DVD veröffentlicht.